# Économie de terres
En biologie de la conservation, l'économie de terres (en anglais land sparing) est une approche visant à répondre au dilemme opposant protection de la biodiversité et augmentation de la production agricole (dans un contexte d'augmentation de la population mondiale), en séparant les terres entre zones destinées à la protection de la biodiversité, sans production agricole, et terres agricoles, où la production sera fortement augmentée sans considérations environnementales.
Cette approche vise à limiter la superficie des terres utilisées pour la production agricole. Elle s'appuie notamment sur l'observation que dans les pays développés, la superficie cultivée a diminué à mesure que la productivité agricole augmentait et que relativement peu d'espèces protégées vivent dans les agrosystèmes.
Elle est classiquement défendue par les tenants de l'agriculture intensive.

## Critiques
L'approche « économie de terres » a été critiquée au motif qu'elle ne prendrait pas en compte la biodiversité sauvage et domestique présente dans les agrosystèmes, la protection des écosystèmes typiques des sols fertiles, utilisés préférentiellement par l'agriculture intensive, ni les bénéfices de la biodiversité pour la production agricole. Il lui est également reproché de ne pas tenir compte des impacts environnementaux de l'activité agricole au-delà du système de production (dérive des pesticides, pollutions de l'air, de l'eau, changement climatique). 
Le fait que les augmentations passées de productivité agricole aient conduit à une diminution de la superficie cultivée est également contesté.
Ces critiques sont notamment le fait des tenants de l'agriculture de conservation, de l'agrécologie et de l'écoagriculture. Ils lui opposent l'approche dite « partage des terres » (en anglais land sharing), qui vise à combiner production agricole et conservation de la biodiversité sur les mêmes territoires, en modifiant les pratiques agricoles et en acceptant une diminution des rendements.